# کلی (خلخال)
کلی یک روستا در استان اردبیل، بخش مرکزی شهرستان خلخال است که در دهستان خانندبیل غربی و در   ۳۲ کیلومتری  شهرستان خلخال  واقع شده است ،  روستای کلی  یکی از بزرگترین روستاهای بخش مرکزی میباشد 

## جمعیت
جمعیت روستای کلی طبق آمار و نفوس مسکن در سال ۱۳۹۵ برابر با ۵۱۸ نفر و دارای ۲۰۵ خانوار میباشد ، در ادامه طبق آمار نسبت به ساهای پیش روند کاهشی میباشد 

## تاریخچه
روستای کلی یکی از روستاهای تاریخی شهرستان خلخال میباشد که طبق آثار و اشیائی پیدا شده مربوط به دوران قبل از اسلام میباشد 

## آب و هوا
آب و هوای روستای کلی در اکثر فصول سال سرد و میانگین دما در گرم‌ترین روز به ۲۴ درجه بالای صفر و در سردترین روز به دمای منفی ۲۰ میرسد ، هوای سرد معمولا از اواخر تابستان شروع و تا اواخر خرداد ادامه دارد 

## کشاورزی
کشاورزی در این روستا رونق آنچنانی به خاطر هوای سرد و کوهستانی بودن وجود ندارد ، عدم وجود زمین‌های هموار باعث شده اهالی به علت نبود درآمد خاص مجبور به کوچ برای کار به شهرها بزرگ شده است ، همچنین بخاطر نمی‌توان به علت سرما و سرمازدگی درختان میوه روی آن حساب کرد 
ازمهمترین محصولات کشاورزی در روستا می‌توان به کاشت گندم، جو و عدس اشاره کرد
مهمترین محصولات باغی هم گردو، سیب، زردآلو، آلبالو و گلابی است
از نظر دامداری اما به علت وجود داشتن مراتع سرسبز و پوشیده از گیاهان میتواند یکی از شغل های خوب و پردرآمد برای اهالی باشد.

## گردشگری
از مهمترین جاذبه های گردشگری می توان بهبه

آبشار قراقوش قیه سی
کوه زیبای هاچاقیه با ارتفاع ۲۸۵۰ 
چشمه بزرگ قرخ بلاغ همراه با طبیعتی بکر و سرسبز 
غار (مغاره) 
داشلی چیمن 
گوژلی چای 
آلچا بلاغ ،، و باغهای سرسبز  اشاره کرد   

## مشکلات
نبود اینترنت همراه 
عدم اجرای طرح هادی ( سنگ فرش یا آسفالت کردن کوچه ها )